# Шевченко Олесь Євгенович
Шевченко Олесь Євгенович (22 лютого 1940, Сквира) — борець за незалежність України у XX столітті, український політичний діяч, учасник національно-визвольного руху. Народний депутат України 12(1) скликання. Член Комісії з питань державного суверенітету, міжреспубліканських і міжнаціональних відносин. Співавтор Декларації про державний суверенітет України. Входив до Народної ради. Обіймав ряд посад у національно-демократичних організаціях, член Української Гельсінської групи, голова Київської організації Української Гельсінської Спілки, член Центрального Проводу Народного Руху України, член Центрального Проводу Української народної партії, голова Ветеранського об'єднання Українська Гельсінська Спілка, голова Київського товариства політв'язнів та репресованих.

## Біографія
Шевченко Олесь Євгенович народився 22 лютого 1940 року в м. Сквира Київської області. У Київському ТУ енергетиків № 2 (1957 — 1959) отримав спеціальність електрика, працював на Київському деревообробному комбінаті; у 1961–1964 роках проходив строкову службу в армії.
У 1969 р. закінчив факультет журналістики Київського університету ім. Тараса Шевченка. В 1965 р. почав працювати позаштатним кореспондентом газети «Київська правда», з 1967 по 1969 роки — літературний редактор Київського комбінату масової реклами. Після закінчення університету працював референтом відділу преси Українського товариства дружби і культурних зв'язків з зарубіжними країнами.
У 1969–1980 роках — відповідальний секретар видання «Український біохімічний журнал» Академії наук України.

### Нелегальна діяльність і арешт
У 1960-х роках Шевченко О. Є. став одним з організаторів студентських протестів проти дискримінації української мови в Україні. В 1970-х роках нелегально виготовляв і поширював антирадянський «самвидав», зокрема нелегальний журнал «Український вісник». У 1973 році — один з організаторів нелегального «Об'єднаного революційного фронту», який, незважаючи на пильну увагу зі сторони радянських спецслужб, проіснував понад рік, так і не бувши виявленим. Також Шевченко створив громадський фонд допомоги дітям українських політв'язнів. У 1976 році дав згоду Оксані Мешко працювати неоголошеним членом Української Гельсінської групи (УГГ), контактував з Московською Гельсінською групою.
31 березня 1980 року Олесь Шевченко був заарештований в Київській міській лікарні № 3, де лікувався у зв'язку з загостренням виразки дванадцятипалої кишки. Надалі упродовж слідства йому відмовляли в медичній допомозі, хоч мав хворе серце і болі в шлунку.
Справу Олеся Шевченка, Степана Хмари і Віталія Шевченка (в 16 томах) розглядав Львівський обласний суд 15-24 грудня 1980 року. Обвинуваченому пред'явили обвинувачення в багатьох епізодів: збирання, зберігання та розповсюдження документів (зокрема, віршів Анатолія Лупиноса та біографічної довідки про нього) та передача їх Степану Хмарі для включення в «Український вісник», контакти й обмін матеріалами з Оксаною Мешко, Надією Світличною, Віталієм Шевченком та ін.
Суд виніс рішення, відповідно до якого, Шевченко О. Є. було позбавлено волі до 5 років в таборах суворого режиму та 3 років заслання за ч. І ст. 62 КК УРСР («антирадянська агітація та пропаганда»).
У травні 1981 року, Шевченко О. Є. був відправлений для виконання покарання згідно рішення суду, про те, перед тим, як його доставили до табору ВС-389/36, с. Кучино Чусовського р-ну Пермської обл, він деякий час провів у Харківській пересильній тюрмі, у спеціальній камері для ув'язнених, яких, за вироком суду, чекала смертна кара. Вже в самому таборі він брав активну участь у всіх можливих групових акціях політичного протесту. Це дало підставу для збору нового матеріалу стосовно нього, що мало стати причиною нового ув'язнення, за умови, що Шевченко О. Є. ще не відбув старе покарання за першим вироком суду. На щастя засудженому, в цей час помирає Генеральний секретар ЦК КПРС Черненко, а на його місце приходить Горбачов, який в свою чергу проводив менш жорстку політику, тому новому обвинуваченню та вироку суду вдалося уникнути.
Більшу частину свого ув'язнення відбував у Казахстані, в аулі Жаскайрат Гур'євської обл. Звільнений від заслання 30 квітня 1987 року за ініціативою нового кремлівського керівництва.

### 1987—1990 роки
Після звільнення у 1987 р. Олесь Шевченко був позбавлений можливості працювати журналістом, працював у Подільській археологічній експедиції як землекоп, згодом працював відповідальним секретарем «Українського біохімічного журналу». Того ж року з групою друзів — колишніх політв'язнів заснував Український культурологічний клуб (УКК) — першу незалежну громадську організацію в Радянській Україні. Протягом 1987–1988 років УКК за активної участі Шевченка провів чимало резонансних публічних заходів у Києві і став фактичним детонатором майбутніх революційних подій в Україні. Зокрема 26 квітня 1988 року УКК організував перший несанкціонований мітинг, присвячений другій річниці Чорнобильської катастрофи, за що Шевченко був заарештований на 15 діб.
У липні 1988 року на русанівському шкільному стадіоні скликав установчі збори Київської філії Української Гельсінської Спілки (УГС), де, на пропозицію В'ячеслава Чорновола, Шевченко був обраний її головою. Українська Гельсінська Спілка, кістяком якої були недавні політичні в'язні, стала ідейним провідником і конструктором національно-визвольної революції 1989–1991 років — Революції Незалежності.
Талановитий лідер і блискучий оратор, Шевченко був організатором і ведучим численних мітингів та маніфестацій. 19 листопада 1989 року він був координатором небаченої в Києві 20-тисячної похоронної процесії перепоховання Василя Стуса, Юрія Литвина, Олекси Тихого. 7 листопада 1994 року Шевченко був організатором і керівником забороненої владою 14-тисячної Скорботної ходи пам'яті жертв комуністичного режиму по Хрещатику та несанкціонованого мітингу на пл. Жовтневої Революції.
Також Шевченко був ініціатором традиції Урочистої ходи «Борітеся — поборете!» щороку 22 травня від Шевченківської церкви, відновленого храму Різдва Христового на Поштовій площі, до пам'ятника в парку Тараса Шевченка; ініціював традицію щорічного відзначення у столиці України 27 серпня дня народження Івана Франка біля його погруддя поруч із Київським драматичним театром і 29 вересня дня народження Михайла Грушевського біля його пам'ятника поруч з будинком колишньої Центральної Ради.

### Політична діяльність
У 1990 році Шевченко був висунутий кандидатом у депутати Верховної Ради України загальною конференцією викладачів і студентів Київського університету ім. Т. Шевченка, на якій у другому турі таємного голосування переміг ректора університету академіка В. Скопенка. Так само був висунутий кандидатом у депутати Верховної Ради України загальною конференцією викладачів і студентів Української сільськогосподарської академії та колективом науковців Інституту математики Академії наук України.
18 березня 1990 року Шевченка було обрано депутатом Верховної Ради України від Голосіївського округу (м. Київ). У Верховній Раді О. Шевченко працював у Комісії з питань державного суверенітету, міжреспубліканських і міжнаціональних відносин, входив до фракції «Народна Рада».
У 1990–1995 роках — член Проводу першої антикомуністичної партії — Української республіканської партії (УРП), заступник її голови, голова Київської організації УРП.
Був членом Вищої Церковної Ради Української Православної Церкви Київського Патріархату, головою Українського Православного Братства Андрія Первозваного.
У 1997–1999 роках — член Центрального Проводу Народного Руху України, з грудня 1999 року по січень 2003 член Центрального Проводу Української Народної Партії, заступник голови секретаріату УНП, керівник ідеологічного управління УНП. З травня 1995 року — член Організації Українських Націоналістів (ОУН), заступник голови ОУН, Миколи Плав'юка, який у 1992 році склав повноваження Президента Української Народної Республіки в екзилі, передавши повноваження закордонного Уряду УНР демократично обраному керівництву України

## Нагороди
- Орден Свободи (18 листопада 2009) — за значний особистий внесок у соціально-економічний, культурний розвиток Української держави, вагомі трудові досягнення та з нагоди 18-ї річниці незалежності України[2]
- Орден «За мужність» I ст. (8 листопада 2006) — за громадянську мужність, самовідданість у боротьбі за утвердження ідеалів свободи і демократії та з нагоди 30-ї річниці створення Української Громадської Групи сприяння виконанню Гельсінкських угод[3]
- Орден «За заслуги» III ст. (26 листопада 2005) — за вагомий особистий внесок у національне та державне відродження України, самовідданість у боротьбі за утвердження ідеалів свободи і незалежності, активну громадську діяльність[4]
- Почесна Грамота Верховної Ради України (жовтень 2002 року).